# علی غلام‌زاده
علی غلامزاده (زادهٔ ۲۴ بهمن ۱۳۷۸) بازیکن فوتبال اهل ایران است که در پست دروازه‌بان برای باشگاه فوتبال فجر سپاسی در لیگ آزادگان بازی می‌کند
وی دو بار درسال های ۱۴۰۱-۱۴۰۲و۱۴۰۳-۱۴۰۴ برنده جایزه بهترین دروازه بان لیگ آزادگان شده است
او همچنین در سال ۱۴۰۳-۱۴۰۴ با تیم فوتبال فجر شهید سپاسی شیراز قهرمان لیگ آزادگان شد. 